# Гідротранспорт корисних копалин
Гідротранспорт корисних копалин
Одним з напрямів технічного прогресу в транспорті є розвиток трубопровідного транспорту. Найперспективнішим є гідравлічний транспорт, при якому потоки води або суміші несуть із собою по трубах сипкі матеріали або переноситься за допомогою нагнітача гомогенне середовище.
Завдяки відомим перевагам ці види транспорту знаходять застосування при переміщенні:
- корисних копалин (вугілля, піску, гравію, нафти, розчинів солей та ін.) від місця видобутку до споживача;
- відходів збагачувальних фабрик;
- золи і шлаку теплових електростанцій у відвали; порожньої породи до місця складування і др.

У багатьох схемах гідротранспорту є вертикальні або похилі ділянки, наприклад, підйом твердого матеріалу з підземних виробок або з дна різних водоймищ при видобутку корисних копалин; підйом краплинної рідини (води, нафти і ін.) на денну поверхню. Як показали теоретичні й експериментальні дослідження Донецького національного технічного університету і інших наукових центрів, а також досліди експлуатації створених ними гідросистем, іноді вельми доцільно використовувати ерліфтні установки.